# Sette anime
Sette anime (Seven Pounds) è un film del 2008 diretto da Gabriele Muccino con protagonista Will Smith. Smith torna a collaborare con Muccino dopo il successo de La ricerca della felicità.

## Trama
Una notte Tim Thomas, brillante ingegnere aerospaziale laureato al MIT, provoca un tragico, multiplo incidente d'auto per il banale invio di un messaggio. Nell'incidente perdono la vita sei sconosciuti e Sarah Jenson, la moglie di Tim. Per riscattarsi, Tim fa voto di salvare le vite di sette persone buone.
Un anno dopo l'incidente, licenziatosi dal lavoro di ingegnere aerospaziale, Tim dona il proprio lobo polmonare a suo fratello Ben, un dipendente della IRS, l'agenzia delle entrate americane; sei mesi più tardi dona una parte di fegato a un'assistente sociale di nome Holly, dopodiché va alla ricerca di altri candidati per ricevere donazioni. Trova George, un allenatore di hockey al quale dona un rene, e poi dona del midollo osseo a un ragazzo di nome Nicholas, affetto da leucemia.
Due settimane prima di morire, Tim contatta Holly chiedendole se conosce qualcuno che merita il suo aiuto. Holly suggerisce Connie Tepos, che vive con un fidanzato che la maltratta. Tim si trasferisce nella camera di un motel e porta con sé un acquario con la sua vespa di mare, la più letale medusa che si conosca. Una notte, dopo essere stata picchiata, Connie contatta Tim ed egli le dona la sua casa al mare, il luogo dell'amore con la sua Sarah, dove Connie si trasferisce portando con sé i due figli per sfuggire al suo aguzzino e rifarsi una vita.
Dopo aver rubato le credenziali di suo fratello e facendosi riconoscere con il nome di lui (Ben), Tim cerca i candidati per le sue due donazioni finali: il primo è Ezra Turner, un non vedente con la passione per il pianoforte che lavora presso un centro chiamate. Tim lo contatta e lo maltratta durante il lavoro per vedere dalla sua reazione se è una persona cortese e meritevole di ricevere il suo dono, ma Ezra rimane calmo e Tim decide che gli donerà le cornee.
Egli contatta poi Emily Posa, un'artigiana che stampa biglietti d'auguri, che ha urgente bisogno di un trapianto cardiaco a causa di una malformazione, e non spera di poter salvarsi anche a causa del gruppo sanguigno molto raro, lo stesso di Tim. Egli passa del tempo con lei, tagliando l'erba del suo giardino e riparando la sua rara pressa Heidelberg Windmill. Se ne innamora e per un attimo spera di poter vivere con lei, ma viene a sapere dal medico della donna che le probabilità di trovare un donatore in tempo sono molto basse.
Il finale sconcertante, offre, inaspettatamente, a Tim la motivazione per andare fino in fondo nel suo proposito, ma non si tratta più di un graduale suicidio: ora la sua rabbia autodistruttiva si è dissolta, per lasciare il posto alla determinazione di donare tutto se stesso per il bene della persona che ama, Emily. Ricevuto il cuore, Emily viene contattata da Ben che le spiega il disegno del fratello. La ragazza successivamente rintraccia Ezra: sta dirigendo un coro di bambini in una festa. Avvicinatasi all'uomo tornato a vedere grazie alle cornee di Tim, viene da lui riconosciuta per la vistosa cicatrice sul torace. I due in lacrime, si abbracciano... Negli occhi scuri e profondi di Ezra, Emily ha finalmente rivisto il suo Tim.

## Colonna sonora
La colonna sonora del film è stata pubblicata da Varese Sarabande il 16 dicembre 2008.
Tra le musiche vi è anche The crisis, brano scritto e interpretato al pianoforte da Ennio Morricone e già utilizzato da Giuseppe Tornatore nel film La leggenda del pianista sull'oceano.

### Tracce
Presenti nel CD della colonna sonora:
1. Seven Days Seven Seconds
2. Seven Names
3. Sarah
4. Assisted Living
5. Inez
6. I Thought I Was Strong
7. Leaving Home
8. I Am Nowhere
9. A Good Man
10. New Life
11. Shower Flashback
12. The Field
13. Love Theme
14. Requiem
15. Surgery
16. Tim's Eyes
17. Seven Pounds

Nel film sono inoltre presenti brani non inclusi nel CD:
1. Asi Sera - Green Car Motel
2. Fantasie In D Minor K.397 - Loretta Mento
3. Feeling Good - Muse
4. For Me Formidable - Charles Aznavour
5. Have No Fear - Bird York
6. How Insensitive - Diana Krall
7. I Don't Know - Ruth Brown
8. I'm Into Something Good - Carole King e Gerry Goffin
9. Lovin' You - Minnie Riperton e Richard Rudolph
10. One Of These Things First - Nick Drake
11. Que Sera, Sera (Whatever Will Be, Will Be) - Sly & The Family Stone
12. Rusty - Elvis Dolls
13. The Crisis - Ennio Morricone

## Promozione

### Slogan
- «Seven Names. Seven Strangers. One Secret.» (liberamente traducibile come "Sette nomi. Sette sconosciuti. Un segreto.")
- «Cambierà la vita di sette persone. Una di queste cambierà la sua.»

## Distribuzione
La pellicola è stata proiettata in prima mondiale al pubblico il 19 dicembre 2008 negli USA mentre in Italia è stata distribuita nelle sale il 9 gennaio 2009.

## Accoglienza

### Incassi
Il film ha avuto un budget di 54 milioni di dollari.
Al botteghino statunitense Sette anime si è attestato sui 70 milioni di $., non riuscendo a ripetere il grande incasso della prima esperienza di Smith/Muccino con La ricerca della felicità che aveva incassato nei soli Stati Uniti oltre 160 milioni di dollari.
L'anteprima italiana, alla presenza del regista e degli attori principali, si è tenuta l'8 gennaio 2009 presso la Sala dell'Auditorium di via della Conciliazione a Roma; nelle sue prime cinque settimane di programmazione in Italia Sette anime ha totalizzato un incasso totale di 11147319 €. A livello mondiale il film ha incassato 168,168,201 $.

### Critica
(Gabriele Muccino)
La stampa di settore si è divisa nei giudizi sul film, ma generalmente le critiche furono negative. Tra i più critici negli USA l'accreditato magazine Variety si è lanciato in una campagna di demolizione del film. Anche in Italia le reazioni della critica sono state molto contrastanti, con una prevalenza per un giudizio sostanzialmente negativo.
L'unica nota positiva da parte del mondo della critica è stata sull'ottima interpretazione da parte di Dawson: il critico Richard Corliss ha scritto per Time che Dawson offre una "amabile interpretazione" mentre Mick LaSalle del San Francisco Chronicle ha osservato che Dawson "mostra ancora una volta che lei ha in sé il potenziale".

## Citazioni e riferimenti
I "Seven Pounds" del titolo originale sono un chiaro riferimento al dramma di William Shakespeare Il mercante di Venezia dove l'usuraio Shylock chiede «a pound of flesh» (una libbra di carne umana) per saldare il credito dovutogli da uno dei personaggi dell'opera.